# Windsor (Massachusetts)
Windsor és una població dels Estats Units a l'estat de Massachusetts. Segons el cens del 2000 tenia 875 habitants.

## Demografia
Segons el cens del 2000, Windsor tenia 875 habitants, 328 habitatges, i 248 famílies. La densitat de població era de 9,7 habitants/km².
Dels 328 habitatges en un 35,1% hi vivien nens de menys de 18 anys, en un 67,7% hi vivien parelles casades, en un 5,5% dones solteres, i en un 24,1% no eren unitats familiars. En el 19,2% dels habitatges hi vivien persones soles el 7,6% de les quals corresponia a persones de 65 anys o més que vivien soles. El nombre mitjà de persones vivint en cada habitatge era de 2,67 i el nombre mitjà de persones que vivien en cada família era de 3,05.
Per edats la població es repartia de la següent manera: un 26,6% tenia menys de 18 anys, un 4,2% entre 18 i 24, un 26,6% entre 25 i 44, un 32,2% de 45 a 60 i un 10,3% 65 anys o més.
L'edat mediana era de 41 anys. Per cada 100 dones de 18 o més anys hi havia 98,1 homes.
La renda mediana per habitatge era de 51.389 $ i la renda mediana per família de 57.500$. Els homes tenien una renda mediana de 41.053 $ mentre que les dones 24.808$. La renda per capita de la població era de 21.794$. Entorn del 4,3% de les famílies i el 5,1% de la població estaven per davall del llindar de pobresa.